# Riario

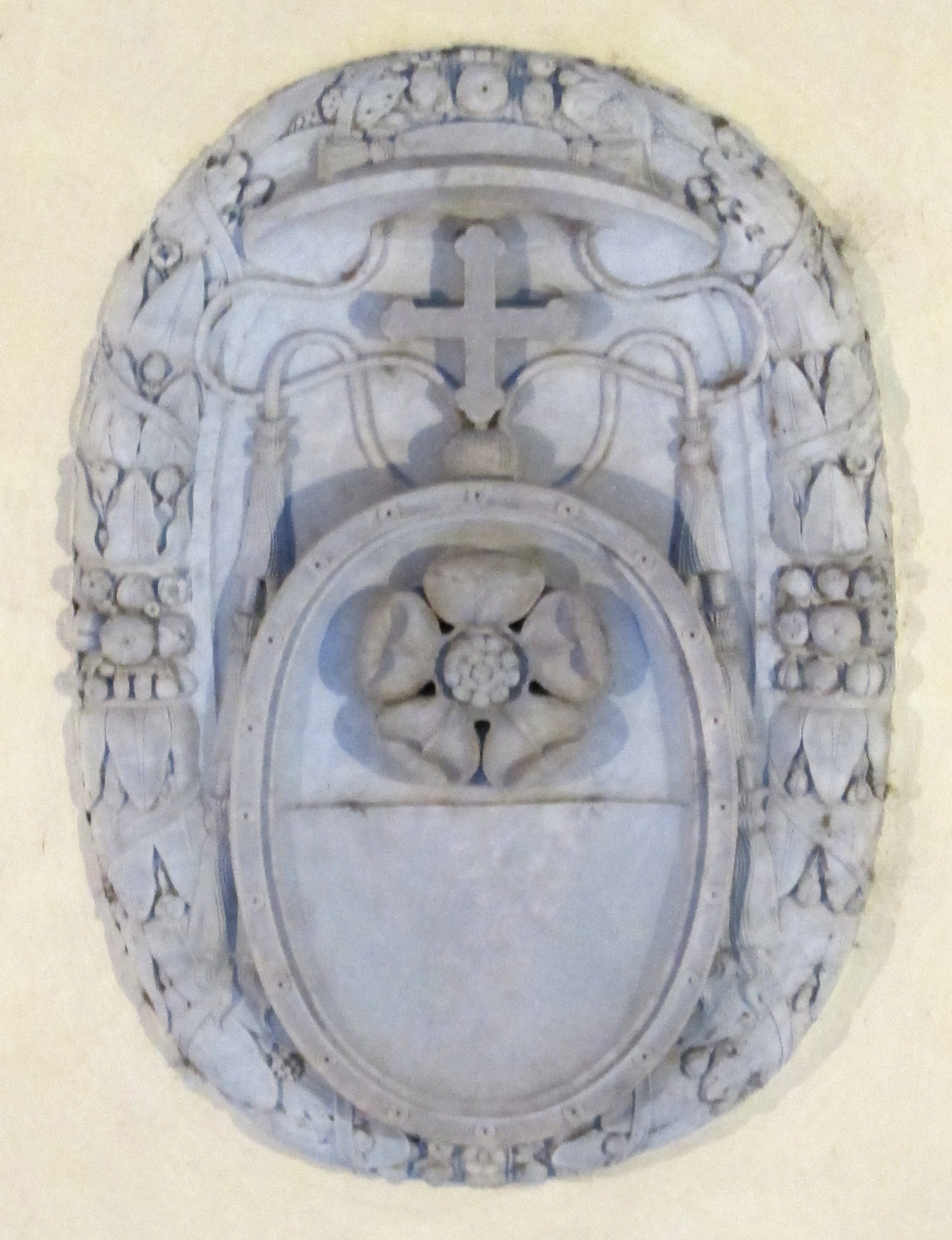
Stemma di Casa Riario sul Palazzo della Cancelleria di Roma

Il Casato dei Riario è una nobile famiglia originatasi nel XII secolo a Savona che in seguito si diramò a Bologna, Genova, Venezia, Roma e Napoli.

## Rami della famiglia

### Riario
Il ramo romagnolo ebbe la signoria di Forlì e Imola e si originò da Paolo Riario, che sposò Bianca della Rovere, sorella di Francesco, frate francescano eletto papa con il nome di Sisto IV il 9 agosto 1471.
Tra essi:
- Violante Riario (1441-1483), nobildonna, sposò nel 1457 Antonio Sansoni e diede il suo cognome al cardinale Raffaele Riario
- Pietro Riario (1447-1474), cardinale
- Raffaele Riario (1460-1521), cardinale, figlio di Violante

La casata ebbe il proprio ultimo rappresentante in Girolamo Riario che, sposando Caterina Sforza, figlia naturale e legittimata di Galeazzo Maria Sforza, duca di Milano, e della sua amante Lucrezia Landriani, andò a creare il ramo dei Riario-Sforza ove le fortune della casata confluirono.

### Riario Sforza

Stemma della famiglia Riario Sforza

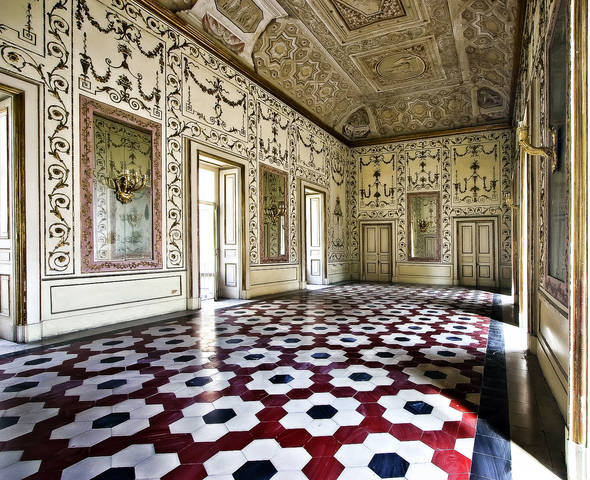
Palazzo Riario Sforza, il salone nobile.

Trasse origine per il matrimonio nel 1477 di Girolamo Riario con Caterina Sforza, figlia illegittima di Galeazzo Maria Sforza, duca di Milano. Consegnate nel 1499 Cesare Borgia le signorie di Imola e di Forlì, i Riario Sforza si stabilirono a Bologna, dove alcuni esponenti ebbero il titolo di senatore, tra cui:
- Girolamo Riario (1443-1488), signore di Imola e poi di Forlì
- Ottaviano Riario (1479-1533), condottiero
- Cesare Riario (1480-1540), vescovo
- Bianca Riario (1481-1522), nobildonna
- Galeazzo Maria Riario (1485-1557), sposò nel 1504 Maria della Rovere;
- Francesco Sforza Riario (detto Sforzino) (1487-1546), vescovo di Lucca
- Alessandro Riario (1543-1585), cardinale
- Ferdinando Riario (XVII secolo), duca e conte del Sacro Romano Impero
- Giovanni Riario (1769-1836), militare e musicista
- Tommaso Riario Sforza (1782-1857), cardinale
- Sisto Riario Sforza (1810-1877), cardinale

La famiglia ottenne per diploma del duca di Milano il titolo di conte in perpetuo per i membri maschi e femmine della famiglia a patto che mantenessero il doppio cognome di Riario-Sforza. Nel 1714 il ramo napoletano ottenne il titolo di duca sul cognome. Sono anche principi di Ardore (1712) e duchi di San Paolo (1739). Nel XX secolo un ramo aggiunge al proprio, per adozione, il cognome Barberini Colonna di Sciarra, oggi Urbano Riario-Sforza Barberini Colonna di Sciarra, celebre attore più noto come Urbano Barberini.

#### Baroni di Montepeloso (1665)
- Girolamo, I barone di Montepeloso, acquista nel 1669 il titolo di marchese di Corleto

#### Marchesi di Corleto (1669)
- Girolamo, I marchese di Corleto
- Ignazio Raffaele (1630-1709), II marchese di Corleto
- Paolo Girolamo (1679-1711), III marchese di Corleto
- Nicola (1682-1748), IV marchese di Corleto, nel 1711 ottiene il titolo di duca sul cognome

#### Duchi Riario-Sforza (1714)
- Nicola (1682-1748), I duca Riario Sforza
- Raffaele (1720-1787), II duca Riario Sforza
- Nicola (1743-1796), III duca Riario Sforza
- Raffaele (1767-1797), IV duca Riario Sforza
- Giovanni Antonio (1769-1836), V duca Riario Sforza, fratello del precedente
- Nicola Giovanni (1808-1853), VI duca Riario Sforza
- Giovanni Battista (1840-1871), VII duca Riario Sforza
- Nicola (1866-1940), VIII duca Riario Sforza
- Giovanni Battista (1902-1965), IX duca Riario Sforza
- Nicola (1934-1995), X duca Riario Sforza
- Giovanni (n. 1959), XI duca Riario Sforza

## Proprietà della famiglia
- Palazzo Altemps
- Palazzo Riario Sforza